# بدریخ اسمتانا
بِدرژیخ اِسمِتانا (به چکی: Bedřich Smetana) (زادهٔ ۲ مارس ۱۸۲۴ در لیتومیشل - درگذشتهٔ ۱۲ مهٔ ۱۸۸۴ در پراگ) آهنگ‌ساز اهل چک بود.
او پیشگام موسیقی‌ای بود که آرمان‌های استقلال‌طلبی کشورش را زنده نگاه می‌داشت؛ به همین خاطر، در این کشور به‌عنوان «پدر موسیقی چک» شناخته می‌شود. در سطح بین‌المللی، او بیشتر با اپرای سال ۱۸۶۶ خود، «عروس فروخته‌شده» (The Bartered Bride)، و چرخهٔ سمفونیکی به نام «میهن من» (Má vlast) شناخته می‌شود. این چرخه، تاریخ، افسانه‌ها و مناظر زادگاه آهنگساز، بوهم (Bohemia)، را به تصویر می‌کشد. یکی از بخش‌های مشهور این مجموعه، شعر سمفونیک «ولتآوا» (Vltava) است که به نام آلمانی آن، «دی مولداو» (Die Moldau)، و در زبان انگلیسی «مولداو» (The Moldau) نیز شناخته می‌شود.
او یک پیانسیت بااستعداد بود و اولین اجرای عمومی‌اش در شش‌سالگی بود. بعد از تحصیلات عمومی، تحصیل موسیقی را نزد یوزف پراکش آغاز کرد. اولین ساختهٔ ناسیونالیستی او طی انقلاب ۱۸۸۴ پراگ (که او هم در آن شرکت داشت) شکل گرفت. بعد از اینکه در پراگ نتوانست به کارش ادامه بدهد، به سوئد رفت و در آنجا به‌عنوان استاد و رهبر گروه کر گوتنبرگ و نوشتن آثار ارکستریِ عظیم مشغول شد. در همین دوران، او دو بار ازدواج کرد و صاحب شش دختر شد که سه دختر در نوزادی از دنیا رفتند.

## سال‌های پایانی

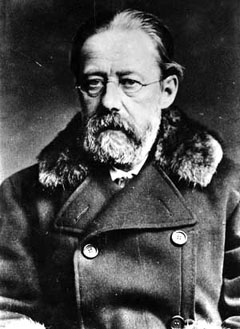
اسمتانا، حدود ۱۸۸۳

در سال ۱۸۷۴، به‌دلیل بیماری سفیلیس، وضعیت سلامتی اسمتانا رو به وخامت گذارد و او از رهبری اپرای پراگ استعفا کرد. اسمتانا در سال ۱۸۷۴ کاملاً ناشنوا شد. با این وجود، از سال ۱۸۷۴ تا سال ۱۸۷۹ میلادی به تصنیف شش حلقه پوئم سمفونیک به نام میهن من، با الهام از مناظر و افسانه‌های سرزمین مادری‌اش پرداخت. او همچنین کوارتتی برای سازهای زهی را به نام از زندگی‌ام (۱۸۷۶) تصنیف نمود. اپرای دیوار ابلیس (۱۸۸۲) و تعدادی قطعه برای پیانو (شامل تعداد زیادی پولکا) از دیگر آثار سال‌های پایانیِ سخت آهنگساز می‌باشند. اسمتانا به‌دلیل افسردگی و اختلال اعصاب به آسایشگاه روانی در پراگ برده شد و اندکی بعد در همان‌جا درگذشت.

## برخی از آثار
- اپرای نامزد فروخته‌شده
- اپرای راز
- سمفونی پیروز
- پوئم سمفونی میهن من
- چندین پولکا برای پیانو
- سه‌نوازی برای پیانو، ویولن و ویولنسل

## شنیدن آثار
- youtube
- deezer